# Universidad de Nuakchot Al Aasriya
La Universidad de Nuakchot Al Aasriya (del francés: Université de Nouakchott Al Aasriya), en árabe: جامعة نواكشوط‎       es la principal universidad de Mauritania, establecida en su capital, Nuakchot. Fue fundada en 1981 y en 2008 contaba con más de 8.000 alumnos. 

## Facultades
- Facultad de Letras y Humanidades

- Departamento de Inglés
- Departamento de Geografía
- Departamento de Historia
- Departamento de Lenguas y Traducción
- Departamento de Filosofía
- Departamento de Lengua y Lingüística

- Facultad de Ciencias Jurídicas y Económicas

- Instituto Superior de Estudios Profesionales
- Centro de Estudios de Recursos Jurídicos y Económicos.

- Departamento de Derecho público
- Departamento de Derecho privado
- Departamento de Economía pública

- Facultad de Ciencias y Técnica

- Departamento de Biología.
- Departamento de Química
- Departamento de Geología
- Departamento de Matemáticas e Informática
- Departamento de Física.

- Facultad de Medicina

## Institutos
- Profesionalizado Instituto Universitario (IUP)
- Instituto Superior de Estudios Profesionales (ISEP)

## Los estudios de laboratorio e investigación
- Los estudios de laboratorio y de Investigación Histórica (LERHI)
- Centro de Estudios e Investigación de la Facultad de Artes y Humanidades (CER)
- Centro de Estudios y de Investigación y Economía Legal (Cerje)
- Centro de Investigación Aplicada en Energías Renovables (CRAER)